# Vanessa Friedman
Vanessa Friedman, née en 1968, est une journaliste américaine, responsable du département mode au Financial Times puis au New York Times.

## Biographie
Elle est née aux États-Unis, d'un père associé au sein d'un cabinet d'avocat, ancien directeur du American Ballet Theater à New York, et d'une mère vice-présidente d'une maison d'édition. Elle est diplômée notamment de l'université de Princeton,,. En 1996, elle se marie avec David Stewart. En 1998, Vanessa Friedman commence à publier des articles dans le New Yorker. Elle collabore ensuite comme correspondante, sur la mode, pour le Financial Times, sur les arts pour The Economist et pour le magazine Elle (US). Elle écrit également en indépendant pour Entertainment Weekly, Vogue, The New Yorker et Vanity Fair. De 2001 à 2002, elle travaille pour la revue InStyle UK,,.
Durant douze ans, de 2002 à mars 2014, Vanessa Friedman devient la rédactrice mode du Financial Times. Elle crée la fonction au sein de ce journal économique. Elle écrit une chronique hebdomadaire, couvre l'industrie du luxe pour le quotidien, et dirige l'édition du supplément semestriel The Business of Fashion.
En mars 2014, Vanessa Friedman est nommée responsable du département mode et chef des critiques du New York Times. Elle y remplace  Cathy Horyn et Suzy Menkes.